# Bonnierhuset, Torsgatan
För andra betydelser, se Bonnierhuset.

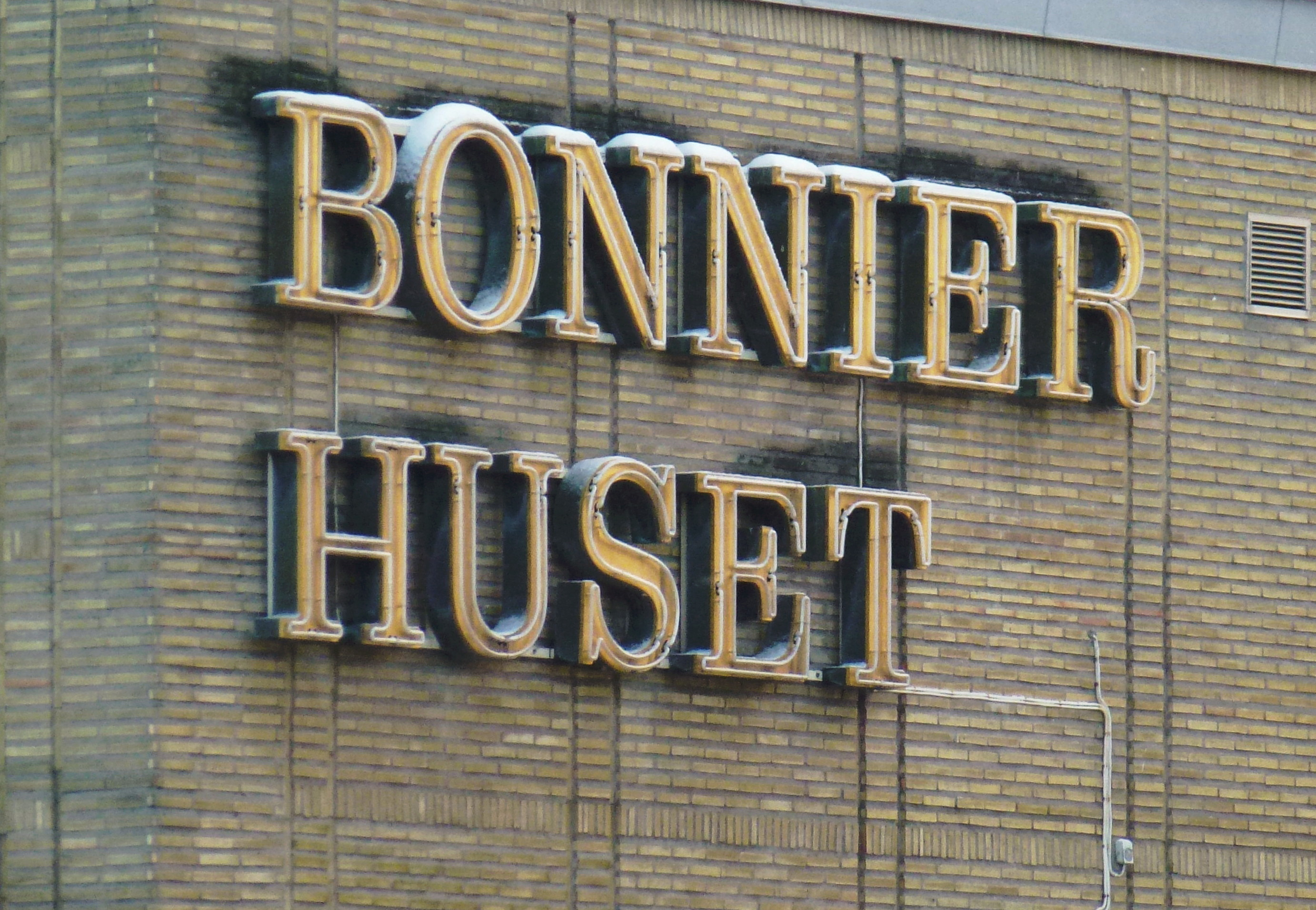
"Bonnier Huset", neonskrift.

Bonnierhuset (även Bonnierskrapan) är ett 61 meter högt höghus i centrala Stockholm, adress Torsgatan 21, nära S:t Eriksplan.

## Historik
Byggnaden, som ägs av Bonnier Fastigheter AB uppfördes ursprungligen som kontors- och tryckeribyggnad för Åhlén & Åkerlunds förlag. Komplexet stod färdig 1949 och ritades av Ivar Tengbom och hans son Anders Tengbom efter en arkitekttävling som avgjordes redan 1937 men andra världskriget fördröjde byggstarten. Så blev Bonnierhuset den första betongskrapan som byggdes efter kriget. Fasaderna är klädda med gult fasadtegel som är uppdelat i ett rutmönster. I högdelen anordnades redaktions- och kontorsrum och i lågdelen fanns tryckeriet, bokbinderiet samt lager- och distributionslokaler. Under 1960- och 1970-talen utökades låghusdelen mot Torsgatan och Lokstallsgatan med nya huskroppar som infogades i anläggningen. Tillbyggnaderna gavs samma fasadspråk som delarna från 1949. Åren 1989 till 1995 genomfördes en omfattande ombyggnad efter Tengboms ritningar. I samband med det byggdes produktionslokalerna om till kontor.
I huset fanns under en kortare tid Bonnier Magazines & Brands, som 2019 flyttade till Marieberg. Den största externa hyresgästen är revisionsfirman Öhrlings PricewaterhouseCoopers. Bonniers koncernledning flyttade år 2008 från Bonnierhuset till andra lokaler på Kungsgatan i Stockholm, men sitter sedan april 2016 på Atlasmuren 1.
Den tidigare öppna terrassen mot Torsgatan bebyggdes 2006 med Bonniers konsthall, ritat av arkitekt Johan Celsing.

## Bilder
|  |  |